# Alain Cardon
Pour les articles homonymes, voir Cardon (homonymie).
Alain Cardon est un informaticien français né à Paris le 8 septembre 1946, spécialisé dans le domaine de l'intelligence artificielle.

## Biographie
Après des études à l'université de Rouen, où il obtient une maîtrise de physique, une maîtrise de mathématiques pures et une maîtrise de mathématiques appliquées, il soutient sa thèse d'informatique théorique à l'université de Rouen en 1974.
Sa carrière de chercheur l'amène à explorer différents thèmes : informatique théorique, programmation applicative, didactique des disciplines, gestion de production, gestion de situations d'urgence. À partir de 1990, il s'oriente vers le domaine de la conscience artificielle, sur lequel il publie de nombreux ouvrages et articles, et qu'il enseigne à l'université. Sur ce sujet de l'intelligence artificielle, il se positionne  à la fin des années 2000 contre la réalisation de tout projet de conscience artificielle tel qu'envisagé par les différents gouvernements de l'époque, redoutant en premier leur inévitable détournement militaire, avant un possible déploiement coercitif dans le domaine civil. Il concentre alors, par choix éthique, ses études sur le volet théorique uniquement.
Ancien professeur d'informatique à l'Université du Havre et directeur du laboratoire d'informatique de cette université entre 1999 et 2003, il a été membre permanent du Laboratoire d'informatique de Paris 6 (LIP6) de l'Université Paris VI de 1996 à sa retraite.

## Œuvres
- Conscience artificielle et systèmes adaptatifs, Eyrolles, 2000
- Entre science et intuition : la conscience artificielle : essai[1], Par Alain Cardon et Jean-Paul Baquiast, collection Automates Intelligents, 2003
- Modéliser et concevoir une machine pensante[2], Vuibert, 2004 (prix du livre informatique francophone 2004)
- La complexité organisée : systèmes adaptatifs et champ organisationnel, Hermès-Lavoisier, 2005
- Un modèle constructible de système psychique[3], publié sous licence Creative Commons par Automates Intelligents, 2011
- Vers le système de contrôle total[4], publié sous licence Creative Commons par Automates Intelligents, 2011
- Modélisation constructiviste pour l'autonomie des systèmes[5], publié sous licence Creative Commons par Automates Intelligents, 2012
- Les systèmes de représentation et l'aptitude langagière[6], publié sous licence Creative Commons par Automates Intelligents, 2013